# Qazaqstannıñ fwtbol federacïyası
Qazaqstannyñ futbol federaciasy (QFF) är Kazakstans nationella fotbollsförbund. Förbundet bildades 1914 och inträdde i FIFA 1994 och UEFA 2002. efter att varit medlem av ha varit medlem av AFC från Sovjetunionens upplösning. Beslutet att byta federation togs på en UEFA-kongress i Stockholm i april 2002.

### Fotnoter
1. ↑  ”Kazakhstan” (på engelska). UEFA. http://www.uefa.com/memberassociations/association=KAZ/. Läst 24 maj 2015.
2. ↑  ”Progress aplenty in Kazakhstan” (på engelska). UEFA. Arkiverad från originalet den 8 oktober 2014. https://web.archive.org/web/20141008193656/http://www.uefa.org/member-associations/association=kaz/index.html. Läst 24 maj 2015.